# Karen Zapata
Karen Zapata (28 december 1982) is een Peruviaanse schaakster met FIDE-rating 2148 in 2017. Haar beste rating was 2236 (april 2006). Zij is sinds 1999 een internationaal meester bij de vrouwen (WIM). Ze was vier keer kampioene van Peru. 

## Jeugd
Op vierjarige leeftijd leerde ze schaken. Ze ging naar school in het Colegio San Augustin in Chiclayo en in het Colegio Santa Rosa in Trujillo. Ze studeerde aan de katholieke hogeschool San Juan Bosco in Trujillo. Haar trainer is IM Juan Samame Castillo. 

## Resultaten
In 1999 won ze in Santiago het kampioenschap van het Amerikaanse continent voor meisjes tot 20 jaar. In 2000 werd ze in Bento Gonçalves (in Brazilië) kampioene van het Amerikaanse continent, categorie meisjes tot 18 jaar. In 2002 werd ze tweede bij het kampioenschap van het Amerikaanse continent voor meisjes, in La Paz, na Cindy Tsai. Ook in augustus 2005 speelde Karen Zapata mee om het Kampioenschap van het Amerikaanse continent en eindigde toen met 5.5 punt op de tweede plaats; Claudia Amura behaalde eveneens 5.5 punt en werd kampioene na de tie-break. Door het winnen van het zonetoernooi voor vrouwen in São Paulo in oktober 2005 kwalificeerde ze zich voor het wereldkampioenschap schaken voor vrouwen 2006 in Jekaterinburg. Bij het WK 2006 schakelde ze in de eerste ronde Kateryna Lahno uit, in de tweede ronde werd ze zelf uitgeschakeld door Svetlana Matvejeva. In augustus 2007 won ze het Zonetoernooi in Trujillo met 6 pt. uit 7 partijen. 
In 2000, 2002 (in Lima), 2003 (in Callao) en 2004 (in Lima) was ze kampioene van Peru.

## Schaakolympiades
Met het nationale vrouwenteam van Peru nam ze deel aan drie Schaakolympiades (2002, 2004 en 2006), steeds aan het eerste bord.

## Schaakverenigingen
Clubschaak speelt Zapata sinds 2009 in de Galicische competitie in Noord-Spanje, in seizoen 2013/14 voor de Zwitserse vereniging Cercle d'échecs de Nyon en voor de Franse vereniging Club d'Echecs d'Annemasse waarmee ze in 2014 het Franse kampioenschap voor vrouwenteams won. 

## Externe koppelingen
- (en)   Informatie over schaakpartijen van Karen Zapata op ChessGames.com
- (en)   Informatie over schaakpartijen van Karen Zapata op 365chess.com
- (en)  FIDE-ratinggegevens voor Karen Zapata